# Maestro di Amiens
Il Maestro di Amiens, detto anche Maestro dei Puys di Amiens (fl. XV secolo), è stato un pittore anonimo olandese attivo ad Amiens tra il 1518 e il 1521.
L'anonimo artista deve il suo nome a quattro dipinti, commissionati dalla Confraternita dei Poeti del Puy de Notre-Dame di Amiens ed offerti ognuno dal rispettivo «Principe della Confraternita» nel corso degli anni 1518-21, oggi tutti conservati al Museo di Amiens.
La magniloquente fantasia decorativa delle tavole, estranea alla pittura francese dell'epoca, ha fatto ipotizzare un artista straniero strettamente legato ai manieristi di Anversa; ma il talento di ritrattista dell'anonimo consente di supporre che si tratti piuttosto di un olandese che abbia soggiornato ad Anversa.
Nel 1937 Max Jacob Friedländer accostò ai quattro dipinti: una Morte della Vergine (Anversa, Museum Mayer van den Bergh) ed una Presentazione della Vergine, già sul mercato d'arte di Monaco di Baviera.